# Pteronotus paraguanensis
Pteronotus paraguanensis és una espècie de ratpenat de la família dels mormoòpids. És endèmic de la península de Paraguaná (Veneçuela). El seu hàbitat natural són els matollars xerofítics. Està amenaçat pel vandalisme i altres tipus d'activitat humana a les coves on nia. El seu nom específic, paraguanensis, significa 'de Paraguaná' en llatí.